# Тильзитская классическая гимназия
Тильзитская классическая гимназия — архитектурный памятник, находящийся в Советске. Здание является объектом культурного наследия и одной из достопримечательностей старой части города. Является самой старой действующей школой на территории России. В настоящее время в здании располагается гимназия № 1 города Советска.

## История
Гимназия была учреждена в 1586 году как партикулярная школа (школа в которой обучались только мальчики), так как основанному в 1544 году Кёнигсбергскому университету потребовались школы, готовящие для него абитуриентов. В новой школе было 3 учителя и учреждались 3 класса.

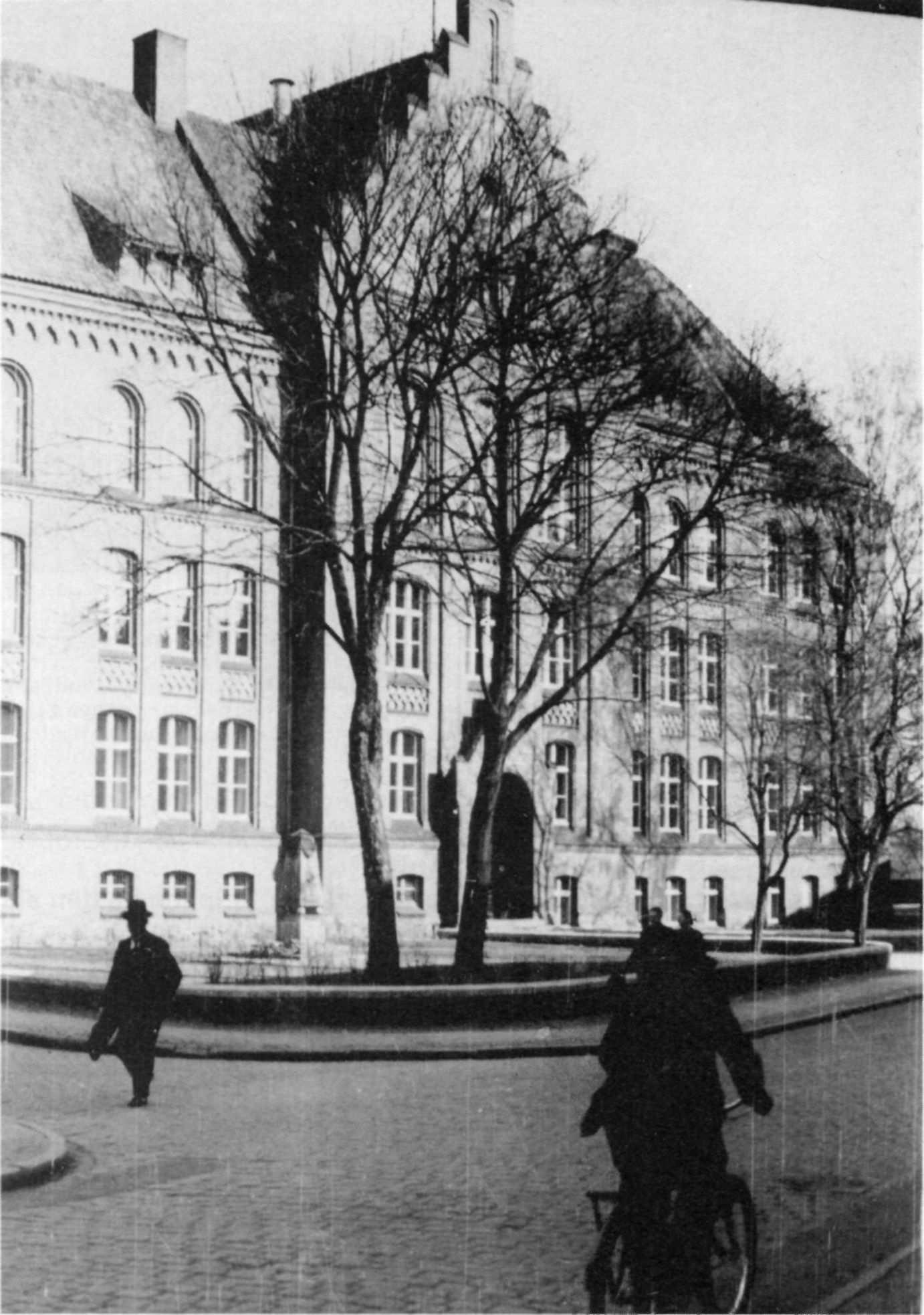
Королевская гимназия в Тильзите

В 1-м классе учили буквам и чтению, немецкому языку, начинали изучать латинский язык. 2-й класс изучал правила латинской грамматики. Старшеклассники (3 класс) учили синтаксис и метрику, читали Цицерона и Теренция, учили греческую грамматику, читали Евангелие. Занятия до обеда назначались с 6 до 9 часов, после обеда с 12 до 16 часов. По средам и субботам занятия не проводились. В середине XVII века школа достигла наивысшего расцвета. Первоначально школа располагалась на Дойчештрассе, 2, рядом с Немецкой церковью.
3 июня 1812 года провинциальная школа в Тильзите как всеобщее научно-образовательное учреждение стала именоваться королевской гимназией. Ученики подвергались устным испытаниям по греческому и латинскому языкам, истории, математике, математической географии, французскому языку, древней истории и археологии. В 1824 году произошел катастрофический пожар, уничтоживший здание гимназии, но уже в 1829 году оно было восстановлено. Здание сохранилось до наших дней.
В 1900 году было построено нынешнее здание гимназии, в котором до сих пор происходит обучение школьников. Это высокое здание из красного кирпича в неоготическом стиле. При строительстве использовался фасонный клинкерный кирпич, в том числе глазурованный. Здание обладает богатым декором. 
До 1934 года все учащиеся гимназии носили цветные шапочки, единым праздничным элементом формы была белая шапочка с узкой черной бархатной лентой. С началом войны 1939 года произошел досрочный выпуск учащихся. После летних каникул 1944 года занятия были окончательно прекращены.
23 октября 1945 года после проведения восстановительных работ школа была готова к приему новых учеников, а 4 ноября 1945 года состоялось её торжественное открытие. В 1996 году школа № 1 города Советска получила статус гимназии.

## Современное состояние
В настоящее время в гимназии обучается более 800 учеников, работают 56 педагогов. Учащиеся гимназии ежегодно показывают высокие и стабильные результаты государственной итоговой аттестации в 9-х и 11-х классах, демонстрируют высокие результаты участия во всероссийской олимпиаде школьников по отдельным предметам. В 2008 году гимназии был присвоен статус опорного учебного заведения по внедрению информационных технологий. Ежегодно гимназия входит в число лучших школ области по результатам рейтинга в рамках распределения средств областного фонда стимулирования качества образования.

## Известные учителя и ученики
Учителя:
- Клеменс, Фердинанд (1807—1861), учитель математики
- Юлиус Герлах (1819—1873), филолог и дьякон Немецкой кирхи

Ученики:
- Бринкман, Карл
- Рудольф Ковальски
- Либрукс, Бруно
- Юлиус Альберт Зир